# 甘肅巡撫
甘肅巡撫，全稱巡撫甘肅等處贊理軍務，明朝時曾稱甘肅都御史，為明朝中後期、清朝前期一個巡撫職位。

## 沿革

### 明朝
- 宣德十年（1435年），明宣宗命兵部侍郎兼鎮守。
- 正統元年（1436年），自陝西巡撫分置，轄區包括甘肅。
- 景泰元年（1450年），定設巡撫都御史。
- 隆慶六年（1572年），改贊理軍務，直至明末[1]。

### 清朝
- 順治二年（1645年），駐甘州衛。
- 順治五年（1648年），移駐蘭州衛。
- 康熙元年（1662年），移駐涼州衛。
- 康熙五年（1666年），移駐鞏昌衛。
- 康熙十九年（1680年），移駐蘭州衛。
- 乾隆二十九年（1764年），裁撤甘肅巡撫。

## 清朝歷任巡撫
- 黄图安（1645年—1646年）
- 周伯达（1646年—1647年）
- 张文衡（1647年—1648年）
- 周文叶（1648年—1656年）
- 佟延年（1656年—1661年）
- 刘斗（1661年—1670年）
- 花善（1670年—1677年）
- 鄂善（1677年—1679年）
- 巴锡（1679年—1683年）
- 叶穆济（1683年—1688年）
- 伊图（1688年—1691年）
- 布喀（1691年—1692年）
- 吴赫（1692年）
- 严泰（1692年—1695年）
- 舒树（1695年—1696年）
- 郭洪（1696年—1697年）
- 喀拜（1697年—1661年）
- 齐世武（1701年—1708年）
- 舒图（1708年—1710年）
- 鄂奇（1710年）
- 乐拜（1710年—1714年）
- 绰奇（1714年—1719年）
- 花鄯（1719年—1721年）
- 卢询（1721年—1723年）
- 绰奇（1723年—1724年）
- 胡期恒（1724年—1725年）
- 石文焯（1725年—1727年）
- 莽鹄立（1727年—1728年）
- 刘世明（1728年）
- 许容（1728年—1736年）
- 刘于义（1736年）
- 德沛（1737年）
- 元展成（1737年—1741年）
- 陈宏谋（1741年）
- 黄廷桂（1741年—1748年）
- 瑚宝（1748年）
- 鄂昌（1748年—1751年）
- 杨应琚（1751年—1752年）
- 鄂乐舜（1752年—1754年）
- 鄂昌（1754年）
- 陈宏谋（1754年）
- 吴达善（1754年—1759年）
- 杨应琚（1759年—1760年）
- 明德（1760年—1762年）
- 常钧（1762年—1763年）
- 杨应琚（1763年—1764年）